# Пайн-Рівер (Вісконсин)
Пайн-Рівер (англ. Pine River) — місто (англ. town) в США, в окрузі Лінкольн штату Вісконсин. Населення — 1874 особи (2020).

## Демографія
Згідно з переписом 2010 року, у місті мешкало 1869 осіб у 754 домогосподарствах у складі 593 родин. Було 822 помешкання
Расовий склад населення:
| - 98,5 % — білих - 0,3 % — азіатів - 0,2 % — чорних або афроамериканців - 0,1 % — корінних американців |

До двох чи більше рас належало 0,9 %. Частка іспаномовних становила 0,5 % від усіх жителів.
За віковим діапазоном населення розподілялося таким чином: 20,7 % — особи молодші 18 років, 64,6 % — особи у віці 18—64 років, 14,7 % — особи у віці 65 років та старші. Медіана віку мешканця становила 46,0 року. На 100 осіб жіночої статі у місті припадало 106,7 чоловіків;  на 100 жінок у віці від 18 років та старших — 107,6 чоловіків також старших 18 років.
Середній дохід на одне домашнє господарство  становив 71 509 доларів США (медіана — 56 875), а середній дохід на одну сім'ю — 79 841 долар (медіана — 66 250). Медіана доходів становила 43 182 долари для чоловіків та 31 798 доларів для жінок. За межею бідності перебувало 8,7 % осіб, у тому числі 15,2 % дітей у віці до 18 років та 8,0 % осіб у віці 65 років та старших.
Цивільне працевлаштоване населення становило 998 осіб. Основні галузі зайнятості: освіта, охорона здоров'я та соціальна допомога — 20,9 %, виробництво — 18,1 %, роздрібна торгівля — 9,1 %, будівництво — 8,8 %.